# 4-亚硝基二苯胺
4-亚硝基二苯胺是一种有机化合物，化学式为C12H10N2O。它可由4-亚硝基苯酚和苯胺在对甲苯磺酸存在下于甲醇中反应得到。在钯催化下，它加氢得到N-苯基对苯二胺。它和三异丁基铝反应，可以得到N-苯基-N'-异丁基对苯二胺。